# 時をかけるな、恋人たち
『時をかけるな、恋人たち』（ときをかけるな こいびとたち）は、2023年10月10日から12月19日までカンテレ制作・フジテレビ系列の「火ドラ★イレブン」枠で放送されたテレビドラマ。主演は吉岡里帆。
タイムパトロールのお仕事ものと時空を超えたラブストーリーを掛け合わせたSFラブコメディー。
吉岡が京都府出身ということもあり、ヨーロッパ企画のファンで「いっしょに仕事がしたい」という夢がかなったと制作発表時に明かしている。
永山瑛太がヨーロッパ企画の上田誠作品に出演するのは永山の初主演映画『サマータイムマシン・ブルース』以来。

## キャスト

### 主要人物
常盤廻（ときわ めぐ）
演 - 吉岡里帆（幼少期：稲垣来泉）
本作の主人公。令和の時代を生きる広告代理店「アド・アモーレ」のアートディレクター。仕事は有能だが、恋愛となると一線を越えることができず、人知れずヤケ酒で涙することもある。
井浦翔（いうら かける）
演 - 永山瑛太
23世紀の未来からやってきたタイムパトロール隊員。特命を受け、廻と一緒に違法なタイムトラベラーを取り締まる。

### タイムパトロール隊
天野りおん（あまの りおん）
演 - 伊藤万理華
パトロール基地のオペレーター。ポーカーフェイス。
八丁堀惣介（はっちょうぼり そうすけ）
演 - じろう（シソンヌ）
メカニック担当。
和井内秀峰（わいない しゅうほう）
演 - 石田剛太
隊長。
リリリー
演 - 夏子
少年課の隊員。翔のフィアンセ。

### アド・アモーレ
広瀬航（ひろせ わたる）
演 - 西垣匠
廻の恋心をざわつかせる後輩。
梓若菜（あずさ わかな）
演 - 田中真琴
受付。

### ゲスト

#### 第1話
横井大知
演 - 泉澤祐希（第10話）
23世紀人の青年。無許可のタイムトラベルで訪れた令和に出会ったジュンの歌に魅せられ、マネージャーとなる。
綿谷ジュン
演 - 吉澤嘉代子（第10話）
ストリートシンガー。

#### 第2話
西キョウカ〈27〉
演 - 鳴海唯（第10話）
教え子のヒロキと共に23世紀から令和に逃避行してきた高校教師。
古市ヒロキ〈17〉
演 - 南出凌嘉（第10話）
令和の世では日雇い労働者。担任への健気な恋を守ろうと必死に大人ぶる。
猿谷昇
演 - 岩谷健司（第9話）
アド・アモーレでの廻の上司。
ヤンキー
演 - 瀧井楓馬、永塚彪聖、林隼太朗
ヒロキが道端で因縁をつける令和のヤンキー3人組。

#### 第3話
水無瀬チサ
演 - 清水くるみ
23世紀のカタブツ女子で公務員。令和に仕事で訪れた際にホストの永遠に一目惚れする。
永遠（とわ）
演 - 吉村界人
令和のホスト。
諸星
演 - ニシダ・コウキ（第7話・最終話）（少年時代：柊木陽太〈第1話・第3話・第7話〉）
廻の初恋の相手。少年時代、廻に別れを告げている。現在は廻の取引先「MABOROSHI FOOD」でゆずこしょうキャラメルの営業担当。
客引き
演 - 佐久間祥朗
歌舞伎町で廻と翔が遭遇した客引き。
男性
演 - 荒井啓志
チサを見かけてないかと永遠に道端で聞き込みされる男性。

#### 第4話
池浦トシ
演 - 田村健太郎
長期滞在の違法タイムトラベラー。23世紀では売れない作家だった。令和ではお笑いコンビ「フラジャイル」のツッコミとして注目度急上昇中。
水戸桜
演 - 福田麻貴（3時のヒロイン）
お笑いコンビ「フラジャイル」のボケで私生活でもトシの恋人。元々はピン芸人だった。
寄席の支配人
演 - 鶴町憲
「今日はピンでやりますから」と言う桜を心配する。
男性
演 - 荒川浩平
未来に戻ったトシが第78回大塚文芸新人賞を受賞したことを共に喜ぶ。
寄席の客
演 - 志村彩佳、武西義敬
「フラジャイル」が桜ひとりで出てきたことに驚く。

#### 第5話
矢野健也
演 - 今野浩喜（第10話）
2053年からやってきた男。生前の妻と悔いのある別れ方をしていた。
矢野美郷
演 - 安藤裕子
健也の妻。2023年11月にバス事故で亡くなる。
アナウンサー
演 - 半澤実穂
バス事故を伝えるテレビニュースのアナウンサー。

#### 第6話
常盤卓
演 - 村上淳（第7話）
廻の父。
常盤凪
演 - 森カンナ（第7話）
廻の母。
仲居
演 - 榎本すみれ
廻と翔が逃避した40年前の海辺にある旅館の仲居。

#### 第7話
諸星の両親
演 - 赤ペン瀧川、小橋めぐみ
2003年、一家で大阪へ移住する。

#### 第8話
原井
演 - 斉藤陽一郎
2013年の世田谷大学 工学部教授。学生よりワイヤレスイヤホンが届けられる。
学食のおばちゃん
演 - しのへけい子
2013年の世田谷大学の学食のおばちゃん。廻より聞いたマリトッツォを実際に作って売り出す。
越智
演 - 福津健創
2013年の世田谷大学デザイン学科の教授。ゼミの秋学期課題として「商店街のポスター展」を廻主導で行うよう命じる。
コマンダー
演 - 円井わん
クロノサーチの結果2013年にはありえない言葉がつぶやかれているとして、翔に発信源の世田谷大学に潜入するミッションを与える。
亀井、萌
演 - 星野翼、水瀬紗彩耶
廻の大学時代のゼミ仲間。「商店街のポスター展」許可取り作業を廻ひとりに押し付ける。
学生
演 - 飛香まい、石沢瑠架、松島みのん
翔と広瀬が発する「あたおか」「リアコ」「キメエモ」「ワンチャン」「レベチ」「バズる」といった初めて聞く言葉に反応する学生たち。
学生
演 - 渡邉大器、涼田麗乃
翔と廻より流行り言葉調査アンケートを受ける。
学生
演 - 岩崎武瑠、渡邉駿輝
拾ったワイヤレスイヤホンを原井教授の講義室に持ち込む。
山口
演 - 宮崎重信、掛川初恵
廻と翔が「商店街のポスター展」許可取りに訪れた「CYCLE CENTER YAMAGUCHI」の店主夫婦。

#### 第10話
監査員
演 - 津田寛治（最終話）、園山敬介（最終話）
未来から来た監査員。航時法違反で翔と八丁堀を摘発する。
はにゃたん
演 - 櫻井音乃
八丁堀が推すAIドル。

## スタッフ
- 脚本 - 上田誠（ヨーロッパ企画）[1]
- 音楽 - 王舟[1]
- 主題歌 - Chilli Beans.「I like you」（A.S.A.B）[34]
- オープニング曲 - PEOPLE 1「ドキドキする」（Sony Music Labels）[35]
- 監督 - 山岸聖太、山口淳太[5]
- プロデューサー - 岡光寛子（カンテレ）、白石裕菜（ホリプロ）[1]
- 制作協力 - ホリプロ[1]
- 制作著作 - 関西テレビ[1]

## 放送日程
| 章                                                                          | 各話   | 放送日   | サブタイトル                         | サブタイトル                     | 監督     | 視聴率 |
| 章                                                                          | 各話   | 放送日   | 本放送                               | その他                           | 監督     | 視聴率 |
| --------------------------------------------------------------------------- | ------ | -------- | ------------------------------------ | -------------------------------- | -------- | ------ |
| 第1章                                                                       | 第1話  | 10月10日 | アバウト・タイムパトロール           | 未来人と現代人の時空を超えた恋   | 山岸聖太 | 2.9%   |
| 第1章                                                                       | 第2話  | 10月17日 | 10年先の彼女                         | 未来から駆け落ちした教師と生徒   | 山岸聖太 | 2.6%   |
| 第1章                                                                       | 第3話  | 10月24日 | きみがぼくを見つけた夜               | 令和ホストに本気で恋した未来人   | 山岸聖太 | 2.3%   |
| 第1章                                                                       | 第4話  | 10月31日 | ある日浅草のどこかで                 | 人気漫才師は未来人カップル!?     | 山岸聖太 | 1.9%   |
| 第1章                                                                       | 第5話  | 11月07日 | バスクラッシュ・エフェクト           | 30年先から亡き妻に会いにきた男   | 山岸聖太 | 2.2%   |
| 第2章 恋の逃避行編                                                          | 第6話  | 11月14日 | バック・トゥ・ザ・エイティーズ       | 80年代へ恋の逃避行! 両親に遭遇   | 山岸聖太 | 2.1%   |
| 第2章 恋の逃避行編                                                          | 第7話  | 11月22日 | 私は明日、20年後のきみとデートしない | 初恋ラブレター 20年前の淡い記憶  | 山口淳太 | 2.3%   |
| 第2章 恋の逃避行編                                                          | 第8話  | 11月28日 | サマータイムパトロール・ブルース     | 運命の出会い! 2013年大学時代     | 山岸聖太 | 2.1%   |
| 第2章 恋の逃避行編                                                          | 第9話  | 12月05日 | ミッドナイト・イン・オフィス         | 時間犯罪者は誰 1年前のオフィスへ | 山口淳太 | 1.9%   |
| 第2章 恋の逃避行編                                                          | 第10話 | 12月12日 | 恋は大デジャブ                       | 引き裂かれる運命の恋! 大伏線回収 | 山岸聖太 | 2.2%   |
| 第2章 恋の逃避行編                                                          | 最終話 | 12月19日 | 時をかけろ、恋人たち                 | 時空を超えた恋の超展開の結末は   | 山岸聖太 | 2.0%   |
| 平均視聴率 2.2%（視聴率はビデオリサーチ調べ、関東地区・世帯・リアルタイム） |        |          |                                      |                                  |          |        |

- 第2話は『キリンチャレンジカップ2023  日本× チュニジア』に伴う特別編成の関係で20分繰り下げられ、23時20分 - 23時50分に放送された。
- 第7話は北朝鮮によるミサイル発射実験によるJアラート発令に伴う、報道特別番組放送のため、60分繰り下げられ、11月22日0時 - 0時30分に放送された[39]。

## 映像作品
- 2024年4月26日にDVDとBlu-rayが同時発売予定。